# Atylotus albopruinosus
Atylotus albopruinosus är en tvåvingeart som först beskrevs av Szilady 1923.  Atylotus albopruinosus ingår i släktet Atylotus och familjen bromsar.
Artens utbredningsområde är Irak. Inga underarter finns listade i Catalogue of Life.